# Tour du Limousin 2004
La 37e édition du Tour du Limousin s'est déroulée du 17 au 20 août 2004, et a vu s'imposer le Français Pierrick Fédrigo.

## La course
À La Souterraine, le Lituanien Saulius Ruškys s'impose devant deux Italiens de l'équipe Vini Caldirola
Le second jour, Pierrick Fédrigo prend le maillot de leader en s'imposant détaché à Magnac-Bourg sous un orage violent.
Didier Rous remporte la troisième étape à Saint-Yrieix-la-Perche.
Lors de la dernière étape, un groupe de 9 hommes dont Stéphane Goubert, Cédric Vasseur et Maxime Monfort menace le maillot de Pierrick Fédrigo, obligé de mener la chasse avec son équipe pour ramener l'avance des échappées à une proportion raisonnable. À l'avant, Cédric Vasseur attaque dans le dernier kilomètre pour s'imposer à Limoges.
Pierrick Fédrigo remporte le Tour du Limousin avec 46 secondes d'avance sur Patrick Calcagni avec qui il était échappé lors de la seconde étape.

## Classements des étapes
| Étape     | Date    | Villes étapes                                   | Vainqueur d'étape | Équipe                 | Leader du classement général | Équipe          |
| 1re étape | 17 août | Oradour-sur-Glane - La Souterraine              | Saulius Ruškys    | Oktos                  | Saulius Ruškys               | Oktos           |
| 2e étape  | 18 août | La Souterraine - Magnac-Bourg                   | Pierrick Fédrigo  | Crédit agricole        | Pierrick Fédrigo             | Crédit agricole |
| 3e étape  | 19 août | Saint-Yrieix-la-Perche - Saint-Yrieix-la-Perche | Didier Rous       | Brioches La Boulangère | Pierrick Fédrigo             | Crédit agricole |
| 4e étape  | 20 août | Treignac - Limoges                              | Cédric Vasseur    | Cofidis                | Pierrick Fédrigo             | Crédit agricole |

## Classement final
| 1.  | Pierrick Fédrigo     | Crédit agricole        |
| 2.  | Patrick Calcagni     | Vini Caldirola         |
| 3.  | Franck Renier        | Brioches la Boulangère |
| 4.  | Luis Pérez Rodríguez | Cofidis                |
| 5.  | Gustavo Domínguez    | Relax-Bodysol          |
| 6.  | Jean-Cyril Robin     | La Française des jeux  |
| 7.  | Geoffroy Lequatre    | Crédit agricole        |
| 8.  | Maxime Monfort       | Landbouwkrediet        |
| 9.  | Nicolas Portal       | AG2R Prévoyance        |
| 10. | Camille Bouquet      | Amateur                |